# Кубок Европы по легкоатлетическим многоборьям 1983
Кубок Европы по легкоатлетическим многоборьям 1983 года прошёл 10—11 сентября на стадионе «Васил Левски» в Софии, столице Болгарии. В те же сроки во французском Монтаржи состоялся финал B, а в австрийском Граце — финал C. Участники боролись за командную победу в соревнованиях мужчин и женщин.
В 1983 году формат проведения Кубка был изменён: на смену двухэтапному турниру с полуфиналами и финалом пришла структура с тремя дивизионами. Кубок Европы разыгрывался в финале A, а сборные в финалах B и C боролись за выход в следующую по силе лигу.
Каждая команда была представлена четырьмя спортсменами. Всего на старт вышли 48 многоборцев из 8 стран. Лучшие сборные в командном зачёте определялись по сумме результатов трёх лучших участников. Лучшая сборная финала B получала право участия в главном дивизионе в следующем розыгрыше, если наберёт больше очков, чем аутсайдер финала A.

## Результаты

### Командное первенство
| Место | Команда                                                               | Очки                  | Общая сумма |
| ----- | --------------------------------------------------------------------- | --------------------- | ----------- |
| 1     | ФРГ Зигфрид Венц Йенс Шульце Андреас Рицци Гвидо Крачмер              | 8246 8187 8176 (7946) | 24609       |
| 2     | ГДР · Уве Фраймут · Штеффен Груммт · Вольфганг Линднер · Ульф Берендт | 8501 8081 7777 (DNF)  | 24359       |
| 3     | СССР · Виктор Грузенкин · Игорь Соболевский · Сергей Пугач            | 8160 8090 7958        | 24208       |
| 4     | Швейцария                                                             |                       | 23800       |
| 5     | Польша                                                                |                       | 23482       |
| 6     | Болгария                                                              |                       | 23093       |

| Место | Команда                                                                                      | Очки                  | Общая сумма |
| ----- | -------------------------------------------------------------------------------------------- | --------------------- | ----------- |
| 1     | ГДР · Рамона Нойберт · Кристина Ницше · Сибиль Тиле · Хайдрун Гайсслер                       | 6722 6364 6156 (6029) | 19242       |
| 2     | СССР · Екатерина Смирнова · Надежда Виноградова · Мила Колядина · Валентина Курочкина        | 6486 6223 5989 (DNF)  | 18698       |
| 3     | Болгария · Валентина Димитрова · Йорданка Донкова · Радостина Бахчеванова · Татьяна Стойчева | 6416 6240 6010 (5903) | 18666       |
| 4     | ФРГ                                                                                          |                       | 17852       |
| 5     | Великобритания                                                                               |                       | 17710       |
| 6     | Венгрия                                                                                      |                       | 16469       |

Курсивом выделены участники, чей результат не пошёл в зачёт команды

### Индивидуальное первенство
| Место | Атлет             | Страна    | Очки |
| ----- | ----------------- | --------- | ---- |
| 1     | Уве Фраймут       | ГДР       | 8501 |
| 2     | Штефан Никлаус    | Швейцария | 8312 |
| 3     | Зигфрид Венц      | ФРГ       | 8246 |
| 4     | Йенс Шульце       | ФРГ       | 8187 |
| 5     | Андреас Рицци     | ФРГ       | 8176 |
| 6     | Виктор Грузенкин  | СССР      | 8160 |
| 7     | Игорь Соболевский | СССР      | 8090 |
| 8     | Штеффен Груммт    | ГДР       | 8081 |
| 9     | Дариуш Людвиг     | Польша    | 7974 |
| 10    | Сергей Пугач      | СССР      | 7958 |

| Место | Атлет               | Страна         | Очки |
| ----- | ------------------- | -------------- | ---- |
| 1     | Рамона Нойберт      | ГДР            | 6722 |
| 2     | Екатерина Смирнова  | СССР           | 6486 |
| 3     | Валентина Димитрова | Болгария       | 6416 |
| 4     | Кристина Ницше      | ГДР            | 6364 |
| 5     | Джуди Ливермор      | Великобритания | 6353 |
| 6     | Сабина Эвертс       | ФРГ            | 6248 |
| 7     | Йорданка Донкова    | Болгария       | 6240 |
| 8     | Надежда Виноградова | СССР           | 6223 |
| 9     | Сибиль Тиле         | ГДР            | 6156 |
| 10    | Хайдрун Гайсслер    | ГДР            | 6029 |

## Финал B
Финал B состоялся 10—11 сентября во французском Монтаржи.
| Место | Команда        | Общая сумма |
| ----- | -------------- | ----------- |
| 1     | Финляндия      | 22573       |
| 2     | Великобритания | 22124       |
| 3     | Франция        | 22003       |
| 4     | Бельгия        | 21546       |
| 5     | Швеция         | 21371       |
| 6     | Венгрия        | 21105       |
| 7     | Италия         | 21061       |

| Место | Команда    | Общая сумма |
| ----- | ---------- | ----------- |
| 1     | Нидерланды | 17198       |
| 2     | Швеция     | 17164       |
| 3     | Франция    | 16774       |
| 4     | Норвегия   | 15410       |
| 5     | Дания      | 15398       |
| 6     | Италия     | 15349       |
| 7     | Швейцария  | 15322       |

## Финал C
Финал C состоялся 10—11 сентября в австрийском Граце.
| Место | Команда      | Общая сумма |
| ----- | ------------ | ----------- |
| 1     | Чехословакия | 22801       |
| 2     | Норвегия     | 21475       |
| 3     | Австрия      | 21170       |
| 4     | Ирландия     | 20934       |
| 5     | Нидерланды   | 20768       |
| 6     | Дания        | 20524       |

| Место | Команда      | Общая сумма |
| ----- | ------------ | ----------- |
| 1     | Чехословакия | 17077       |
| 2     | Финляндия    | 16353       |
| 3     | Бельгия      | 15890       |
| 4     | Австрия      | 14989       |